# Mainstream Top 40
Mainstream Top 40, också känd som Pop Songs, är en lista av den amerikanska tidningen Billboard.